# Helene Blum
Helene Blum (født 1979 i Gelsted på Fyn) er en dansk sanger og musiker.

## Karriere
Blum er uddannet Det Fynske Musikkonservatorium, hvor hun i 2004 blev den første sanger uddannet fra folkemusiklinjen.
I 2006 udkom debutalbummet En Sød Og Liflig Klang, hvilket hun året efter modtog en Danish Music Awards Folk for i kategorien Årets Debut.
Hendes album En gang og altid blev udgivet i januar 2009 af Pile House Records. Værket fik gode anmeldelser, således fem stjerne af Jyllands Posten. Det fik tre ud af seks stjerner i musikmagasinet GAFFA. Liden sol albummet blev udgivet i 2010 og fik ligeledes gode anmeldelser.
Hendes fjerde album, Men med åbne øjne, udkom i 2013. Dette album blev udråbt til at være et af de 10 bedste folk albums i 2013 af det britiske tidsskrift The Daily Telegraph og fik fire ud af seks stjerner i GAFFA.
Hun er gift med violinisten Harald Haugaard, som hun har Helene Blum & Harald Haugaard Band sammen med. De har optrådt med koncerter i Danmark, Tyskland, Canada og Japan. I 2013 modtog de den prestigefyldte tyske musikpris Eiserne Eversteiner.
Den 1. februar 2017 udkom Blums femte soloalbum Dråber Af Tid.

## Diskografi
- 2006 En sød og liflig klang
- 2009 En gang og altid
- 2010 Liden sol
- 2013 Men med åbne øjne
- 2016 Julerosen
- 2017 Dråber af Tid

Med Helene Blum & Harald Haugaard Band
- 2020 Strømmen
- 2023 Den Store Sommer